# Bab al-Hadid
Bab al-Hadid – wieś w Syrii, w muhafazie Al-Hasaka. W 2004 roku liczyła 1101 mieszkańców.